# トミー・ピストル
トミー・ピストル（Tommy Pistol, 1976年7月2日 - ）は、アメリカ合衆国のポルノ俳優、監督。ニューヨーク州クイーンズ区出身。
妻はポルノ女優のギア・パロマ。

## 経歴
2005年から活動を開始、DJとしても活動。
AVNアワードでは2014年で主演男優賞を初受賞、2020年から2024年まで4年連続で同賞を受賞している。